# Karolina Pelendritu
Karolina Pelendritu (ur. 1986) – cypryjska niepełnosprawna pływaczka, dwukrotna mistrzyni paraolimpijska.
W 2004 roku zdobyła złoty medal na igrzyskach w Atenach na dystansie 100 metrów stylem klasycznym. Cztery lata później w Pekinie obroniła tytuł mistrzyni. W dorobku ma również madal w 2008 roku na 200 metrów stylem zmiennym.